# Ofício dos mestres carpinteiros navais de Vigia
O carpinteiro naval de Vigia é o ofício ancestral de construção artesanal de embarcações baseado no saber tradicional realizdo por carpinteiros navais (mestres carpinteiros artesões) residentes no município brasileiro de Vigia de Nazaré (estado do Pará).
A etnomatemática usada nas regiões ribeirinhas, aplicada à carpintaria da construção naval realizada por mestres carpinteiros navais residentes na vila vigiense do Itapuá.

## História
Os primeiros indícios da carpintaria naval na região amazônida encontraM-se na época dos indígenas nativos da região, que utilizavam diáriamente canoas como meio de transporte fluvial, onde esse processo construtivo primário baseava-se na observação da natureza somado à necessidade de sobrevivência. Passando o tempo, a pequena canoa evoluíu para um modelo de embarcação moderna, mais adaptada às necessidades das novas gerações, que persistem até os dias atuais através do saber tradicional como um importante um item de necessidade básica para a subsistência dos ribeirinhos e indústria pesqueira de pequeno porte. Conforme o pesquisador Sérgio Cardoso de Moraes “a relação entre homens e águas remonta à origem de nossas vidas, dada a importância dos oceanos e rios na evolução da espécie humana”.

## Saber tradicional
O saber tradicional é um produto histórico resultado do modo de vida de uma comunidade tradicional e o relacionamento com a biodiversidade que está inserida (intelecto coletivo ou intelecto cultural). Este saber se reconstrói na transmissão entre as gerações e, que geralmente é feita por via oral, possui uma vísivel e imediata aplicação prática na sociedade.

## Cidade de Vigia
A cidade paraense de Vigia de Nazaré localiza-se na região norte do Brasil (integrante Região Geográfica Imediata de Belém) na costa do nordeste paraense às margens do rio Guajará Mirim. Sendo uma das cidades mais antigas do estado paraense (1616) e, que possui uma população estimada em 53 686 habitantes distribuidos em uma área de 401,589 km².